# Municipio de Ardoch
El municipio de Ardoch (en inglés: Ardoch Township) es un municipio ubicado en el condado de Walsh en el estado estadounidense de Dakota del Norte. En el año 2010 tenía una población de 69 habitantes y una densidad poblacional de 0,75 personas por km².

## Geografía
El municipio de Ardoch se encuentra ubicado en las coordenadas 48°14′32″N 97°19′10″O / 48.24222, -97.31944. Según la Oficina del Censo de los Estados Unidos, el municipio tiene una superficie total de 91.81 km², de la cual 88,12 km² corresponden a tierra firme y (4,02 %) 3,69 km² es agua.

## Demografía
Según el censo de 2010, había 69 personas residiendo en el municipio de Ardoch. La densidad de población era de 0,75 hab./km². De los 69 habitantes, el municipio de Ardoch estaba compuesto por el 100 % blancos. Del total de la población el 0 % eran hispanos o latinos de cualquier raza.